# Sevugampatti
Sevugampatti é uma panchayat (vila) no distrito de Dindigul, no estado indiano de Tamil Nadu.

## Demografia
Segundo o censo de 2001,  Sevugampatti  tinha uma população de 9521 habitantes. Os indivíduos do sexo masculino constituem 51% da população e os do sexo feminino 49%. Sevugampatti tem uma taxa de literacia de 65%, superior à média nacional de 59.5%: a literacia no sexo masculino é de 74% e no sexo feminino é de 55%. Em Sevugampatti, 11% da população está abaixo dos 6 anos de idade.